# Тсу, Рафаэль
Рафаэ́ль Тсу (англ. Raphael Tsu) — американский ученый китайского происхождения. Специалист в области искусственных атомоподобных систем, созданных технологическими методами интегральной электроники в полупроводниках. В настоящее время является Заслуженным профессором электротехники в Университете Северной Каролины в Шарлотте, Северная Каролина.Фамилию Тсу (Tsu) принял после переезда на запад из Китая, где имел фамилию Чжу (Zhu).

## Биография
Тсу родился в Шанхае 27 декабря 1931 года в семье правоверных католиков. Его двоюродный дядя в 1926 году стал одним из первых шести китайских епископов, посвященных в Ватикане. Его дед по отцовской линии и двоюродный дед были первопроходцами в строительстве электростанции и современной верфи в Шанхае. Когда Тсу покинул Шанхай, его дядя напомнил ему старую китайскую поговорку, что для достижения успеха в жизни необходимо иметь правильные орудия.
Сначала Тсу переехал на учёбу в Англию, а потом в США, где он и получил степень доктора философии в университете штата Огайо. Там он сделал значительный вклад в развитие квантовой механики второй половины XX века в области «искусственных квантовых систем в твёрдом теле» (man-made quantum solids).
После нескольких лет работы в известной корпорации — Лаборатории Белла (англ. Bell Laboratories), где он изобрел ультразвуковой усилитель, он уже будучи профессором, перебрался в IBM. Здесь он стал ассистентом Лео Эсаки, изобретателя туннельного диода и нобелевского лауреата (1973). Здесь и началась его плодотворная кооперация с Эсаки в области искусственных квантовых систем в твёрдом теле, таких как: сверхрешётки и квантовые ямы.

## Научные достижения
Своими многочисленными теоретическими разработками профессор Тсу доказал, что квантовые состояния существуют и могут быть определены в многослойных полупроводниках, таких как сверхрешётки. В сравнении с периодом природной решётки в кристалле, период искусственной сверхрешётки может быть намного большим, и отсюда вытекает малая величина волнового вектора и кристаллического момента (а также энергий). Он также впервые обратил внимание и предсказал существование «отрицательного дифференциального сопротивления» (NDC) в подобных искусственных материалах.
Тсу впервые ввёл квантовый волновой импеданс (КВИ) из уравнения Шредингера через волновые функции. Более того, этот импеданс подобен т. н. Максвелловскому импедансу вакуума, равному 376,7 Ом, а также импедансу квантового эффекта Холла (КЭХ) ρ =N h/e2, где h — постоянная Планка, e — заряд электрона, а N — целое или дробное число.
Введение КВИ через волновые функции тривиально означает пересмотр т. н. Копенгагенской конвенции квантовой механики.

## Награды
- Международная премия за новые материалы (1985)

## Публикации
- R. Tsu and L. Esaki. Tunneling in a finite superlattice (неопр.) // Applied Physics Letters. — 1973. — Т. 22. — С. 562. — doi:10.1063/1.1654509.
- Timir Datta, Raphael Tsu «Quantum Wave Resistance of Schrodinger functions», QWI_LANL2.19.Nov.2003